# Wincenty Szyszłło

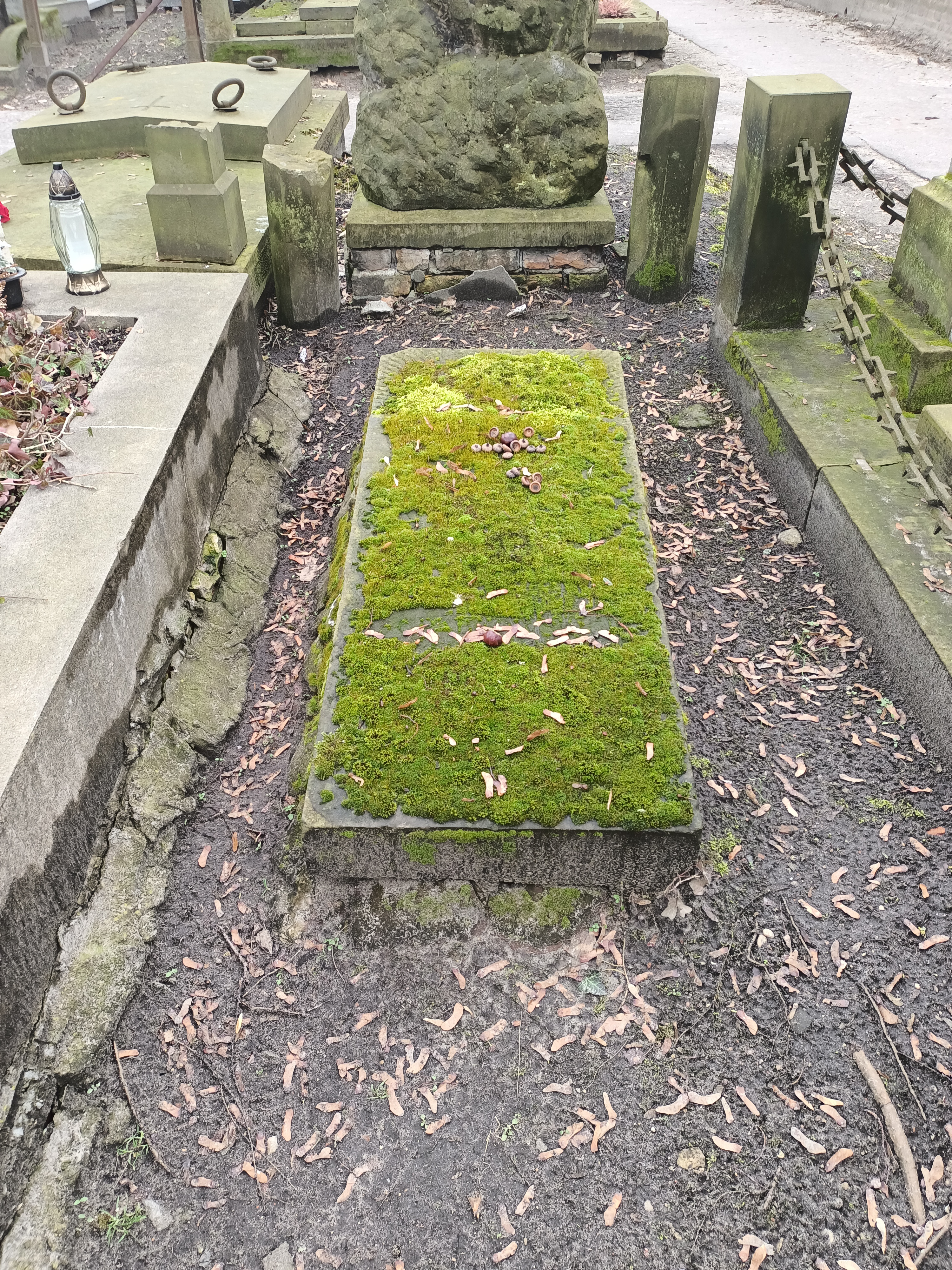
Grób Wincentego Szyszłło na Cmentarzu Powązkowskim

Wincenty Szyszłło (ur. 1 maja 1837 w powiecie święciańskim, Imperium Rosyjskie, zm. 28 kwietnia 1919 w Warszawie) – polski lekarz, przyrodnik i filozof, przedstawiciel pozytywizmu.

## Życie
Po ukończeniu studiów medycznych na Cesarskim Uniwersytecie Moskiewskim (1861), rozpoczął praktykę lekarską w powiecie święciańskim. 
Zaangażował się w działalność niepodległościową i w 1862 został naczelnikiem wojennym powiatu święciańskiego. Krótko po wybuchu powstania styczniowego został aresztowany (30 stycznia 1863) i umieszczony w wileńskim więzieniu. Po 15 miesiącach skazano go na zsyłkę do guberni penzeńskiej. W 1868 powrócił do kraju i rozpoczął pracę w Warszawie jako lekarz Kolei Warszawsko-Wiedeńskiej .
Był członkiem Towarzystwa Lekarskiego Warszawskiego, członkiem komitetu redakcyjnego czasopism Biblioteka Warszawska i Ateneum .
Jego synem był Witold Szyszłło, geograf i przyrodnik, podróżnik, osiadły w 1915 w Peru.
Jest pochowany w Warszawie na cmentarzu Powązkowskim (kwatera 172-2-25). 

## Poglądy
Ogłosił kilka dzieł z pogranicza medycyny, przyrodoznawstwa i filozofii, wpisujące się w warszawski pozytywizm. Jego poglądy ugruntowane były na empiryzmie Francisa Bacona, oraz darwinizmie, którego był popularyzatorem. Wydanie darwinistycznego Przeglądu dziejów przyrody (1872) spotkało się z krytyką zarówno Przeglądu Katolickiego (ze względów światopoglądowych), jak i kręgów przyrodoznawczych (ze względu na chaotyczność, kompilacyjny charakter i brak znajomości najnowszych osiągnięć). Prace Szyszłło są często nieprecyzyjne i starają się łączyć stanowisko pozystywistyczne (z charakterystycznym dla niego materializmem i krytyką metafizyki) z elementami witalistycznymi czy nawet spirytualistycznymi ("siła żywotna" nadająca dynamikę rozwojowi organizmów) . 

## Dzieła
- (1872) Przegląd dziejów przyrody. Studia filozoficzne (Warszawa, tom 1, tom 2)
- (1906) Ewolucja materii. Nowa wiedza. Atom. Życie. Myśl. Dusza. Bóg (Warszawa).